# L'Île
L'Île es una película del año 2003.

## Sinopsis
En una isla perdida en la vasta inmensidad de los Mares del Sur, dos amigos llevan una vida tranquila hasta que…